# Tratado de Itaipú
El Tratado de Itaipú, firmado el 26 de abril de 1973 entre Paraguay y Brasil, estableció las bases para la construcción y operación de la represa hidroeléctrica de Itaipú, una de las más grandes del mundo. Este acuerdo permitió el aprovechamiento conjunto de los recursos hídricos del río Paraná en el tramo compartido por ambos países.

## Antecedentes históricos
A mediados del siglo XX, Paraguay y Brasil comenzaron a considerar la posibilidad de aprovechar los recursos hídricos del río Paraná para la generación de energía. La delimitación de la frontera y los derechos sobre el uso del agua generaron tensiones entre ambos países.
El 22 de junio de 1966 se firmó el Acta de Foz de Yguazú, donde Paraguay y Brasil acordaron realizar estudios conjuntos sobre el potencial hidroeléctrico del río Paraná. Posteriormente, el 26 de abril de 1973, se formalizó el Tratado de Itaipú, sentando las bases para la construcción de la represa.

## Contenido
El Tratado de Itaipú, firmado el 26 de abril de 1973, estableció los siguientes puntos clave:
- Creación de Itaipú Binacional: Se constituyó la entidad Itaipú Binacional, encargada de la construcción y administración de la represa.[6]

- Propiedad compartida: La hidroeléctrica se gestionaría con una participación equitativa del 50 % para cada país.[7]

- Venta de excedentes energéticos: Paraguay tenía la obligación de vender a Brasil su excedente energético a un precio previamente establecido.[8]

- Plazo para revisión del tratado: Se estableció un período de 50 años para la revisión del tratado, a partir del pago total de la deuda contraída para la construcción de la represa.[9]

## Construcción de la represa
La construcción de la represa de Itaipú, realizada entre 1974 y 1984, tuvo un impacto considerable en la región. Uno de los efectos más visibles fue la inundación de los Saltos del Guairá, una de las cataratas más grandes del mundo. Al finalizar la represa en 1982 y cerrar las compuertas, las aguas del embalse cubrieron por completo los saltos en un periodo de 14 días. La obra requirió el desplazamiento de numerosas comunidades, principalmente en Paraguay, lo que afectó a miles de personas. En cuanto a su capacidad de generación, Itaipú cuenta con 20 unidades generadoras de 700 megavatios (MW) cada una, alcanzando un total de 14 000 MW.

## Controversias

### Renegociación del Anexo C
Desde su firma en 1973, el Tratado de Itaipú ha sido objeto de debate, especialmente en Paraguay, donde se considera que los beneficios obtenidos no han sido equitativos en comparación con Brasil. La renegociación del Anexo C ha sido un tema central en el ámbito legislativo y político de Paraguay, con el objetivo de corregir distorsiones y buscar una distribución más justa de los beneficios generados por la hidroeléctrica. Paraguay se ha esforzado por obtener condiciones más equitativas en el uso compartido de los recursos energéticos de Itaipú, mientras que Brasil busca mantener la estabilidad y continuidad en el suministro eléctrico.
Durante el gobierno de Fernando Lugo (2008-2012), se lograron avances significativos en la renegociación del Tratado de Itaipú con Brasil. En julio de 2009, aproximadamente 11 meses después de asumir Fernando Lugo la presidencia, se firmó un acuerdo, considerado histórico, con el presidente brasileño Luiz Inácio Lula da Silva, denominado «Acuerdo Lugo-Lula» (o viceversa: Lula-Lugo). Mediante este pacto, se triplicó la compensación que Brasil pagaba a Paraguay por la energía excedente generada en la hidroeléctrica binacional de Itaipú. La ratificación parlamentaria en Brasil, en abril de 2011, consolidó este incremento en los pagos, lo que representó uno de los mayores logros políticos del gobierno de Lugo. Los ingresos adicionales permitieron la creación de un fondo destinado a inversiones en infraestructura pública en Paraguay. Fue fundamental para reforzar la soberanía energética de Paraguay y mejorar su situación económica durante el período.
En septiembre de 2024, Paraguay y Brasil llegaron a un acuerdo histórico sobre la tarifa de Itaipú, fijándola en 19,28 dólares por kilovatio-mes para los años 2024, 2025 y 2026. Este acuerdo generaría ingresos anuales de aproximadamente 1250 millones de dólares para Paraguay, distribuidos en royalties, inversión social, compensación de energía y utilidades de capital. Además, sentó las bases para la renegociación del Anexo C del tratado, que aborda la fórmula para el cálculo del precio de la electricidad.
En febrero de 2025, representantes de Paraguay y Brasil acordaron que el 30 de mayo sería la fecha límite para la firma del nuevo Anexo C del Tratado de Itaipú. Este pacto tiene como fin asegurar que la represa siga siendo un motor de progreso para ambos países. Se espera que el acuerdo genere ingresos anuales aproximados de 315,1 millones de dólares en concepto de royalties y 650,9 millones de dólares para inversiones sociales. Se está considerando la posibilidad de que Paraguay pueda vender la energía no consumida directamente al mercado brasileño, aunque aún no se han especificado los detalles sobre cómo se llevará a cabo este cambio en el nuevo Anexo C. A pesar de que en 2023 se esperaba que la renegociación del Anexo C se hubiera finalizado, diversos factores han llevado a extender los plazos hasta 2025. El presidente de Paraguay, Santiago Peña, ha subrayado la importancia de no apresurar el proceso, dando prioridad a que el acuerdo final sea sólido y beneficioso para ambos países.
En abril de 2025, se reveló que la Agencia Brasileña de Inteligencia (ABIN) llevó a cabo actividades de espionaje informático contra altos funcionarios paraguayos. Este acto fue percibido como una violación del derecho internacional y afectó la confianza entre ambos países. Como resultado, Paraguay suspendió indefinidamente todas las negociaciones relacionadas con las tarifas de Itaipú hasta que Brasil proporcionara aclaraciones satisfactorias sobre el incidente.